# Disco Multicapa Digital
El Disco multicapa digital creado por DData Inc. tiene una capacidad de entre 22 y 32 GB, y debido a que se basa en la misma tecnología de láser rojo que utilizan los DVD hoy en día, tanto los reproductores como los discos DMD pueden ser fabricados en las plantas existentes con mínimas modificaciones. Los discos se componen de múltiples capas de datos unidos mediante un material fluorescente. A diferencia de los DVD y CD actuales, los discos DMD no cuentan con capas metálicas, por lo que son casi transparentes. Cada una está formada por los compuestos químicos apropiados para que reaccionen de diferente modo cuando el láser rojo incide sobre capas distintas. Esta reacción química genera una señal que es recogida por un lector de discos.
Si viéramos un medio de almacenamiento como un libro, el resto de tecnologías de alta definición se basarían en reducir el tamaño de letra, mientras que HD-DMD lo que haría sería añadir más hojas. Así esta tecnología puede incrementar de forma drástica la capacidad de almacenamiento de un disco estándar, llegando a alcanzar 20 GB, 50 GB, y hasta 100 GB.

## Ventajas
- Una película en alta definición (HD) ocupa 13 GB de vídeo sin compresión, luego HD-DMD tiene capacidad para almacenarla entera en un solo disco, pudiendo incluir además todo tipo de extras en alta calidad
- Como HD-DMD solo requiere una lente láser fiable para leer la información del disco, la fabricación tanto de los medios grabables como de las unidades es mucho más barata que otras alternativas que usan tecnología de láser azul
- La tecnología HD-DMD no intenta acercarse más a los límites físicos de la ciencia. Las alternativas que usan láser azul sí, ya que se basan en almacenar más información en una única capa, siendo cada vez es más complicado reducir el tamaño que ocupan los datos para que quepan en ella. Por otro lado, HD-DMD lo que hace es añadir más capas, sin estar limitadas en número, mientras que el resto de las tecnologías están limitadas por el tamaño del surco que ocupan los datos (el tamaño de letra siguiendo con la analogía del libro).
- HD-DMD es muy escalable. Conseguir discos rentables de 20 GB, 50 GB, 100 GB, incluso mayores, es posible con un poco más de investigación y desarrollo.
- Además, facilita la implementación de protecciones antipiratería ayudándose de las múltiples capas que dispone para guardar información
- Actualmente se está trabajando en la incorporación de mejoras como la compresión de bitrate variable, mejoras en la producción de discos, en el desarrollo de las lentes ópticas para las unidades, etc.

## ¿Desde cuándo está disponible?
Actualmente, cines y otros negocios relacionados con la imagen, ya disponen de los primeros productos en HD-DMD. También en algunos mercados de los Estados Unidos se pueden adquirir ya productos con esta tecnología. Para el resto del mundo, el HD-DMD se hizo disponible a lo largo del año 2007.